# G4 EA H1N1
G4 EA H1N1, còn gọi là virus cúm heo G4 (G4) là một loại virus cúm lợn được phát hiện ở Trung Quốc. Loại virus này là một biến thể kiểu gen 4 (G4) giống gia cầm Á-Âu (EA) virus H1N1 mà chủ yếu ảnh hưởng đến lợn, nhưng có một số bằng chứng về nó lây nhiễm cho người.  Một bài báo đánh giá từ Kỷ yếu của Viện Hàn lâm Khoa học Quốc gia (PNAS) đã tuyên bố rằng "Virus G4 EA H1N1 sở hữu tất cả các dấu hiệu cần thiết của việc thích nghi cao với người nhiễm bệnh... Cần kiểm soát kịp thời virus virut G4 EA H1N1 ở lợn và theo dõi chặt chẽ quần thể lợn đang hoạt động. " 
Michael Ryan, giám đốc điều hành của Chương trình khẩn cấp y tế của Tổ chức Y tế Thế giới (WHO), tuyên bố vào tháng 7 năm 2020 rằng chủng virus cúm này không phải là mới và đã được giám sát từ năm 2011  Gần 30.000 con lợn đã được theo dõi qua gạc mũi trong khoảng thời gian 2011 - 2018. Trong khi các biến thể khác của virus đã xuất hiện và giảm dần, nghiên cứu khẳng định biến thể G4 đã tăng mạnh kể từ năm 2016 để trở thành chủng chủ yếu. Bộ Nông nghiệp và Nông thôn Trung Quốc đã bác bỏ nghiên cứu này, nói rằng số lượng lợn được lấy mẫu quá ít để chứng minh rằng G4 đã trở thành chủng chủ đạo và các phương tiện truyền thông đã giải thích nghiên cứu này "theo cách cường điệu và không chính xác".
Từ năm 2016 đến 2018, một chương trình giám sát huyết thanh đã sàng lọc 338 công nhân sản xuất lợn ở Trung Quốc để tiếp xúc (sự hiện diện của kháng thể) với G4 EA H1N1 và cho thấy 35 người (10,4%) dương tính. Trong số 230 người khác được sàng lọc không làm việc trong ngành chăn nuôi lợn, 10 người (4,4%) cho kết quả dương tính với kháng thể cho thấy phơi nhiễm.   Hai trường hợp nhiễm trùng gây ra bởi biến thể G4 đã được ghi nhận vào tháng 7 năm 2020, không có trường hợp nào được xác nhận lây truyền từ người sang người. Năm 2016, WHO khuyến nghị Trung Quốc sản xuất "các chủng giống" để dự trữ trong trường hợp cần tiêm vắc-xin. Kể từ tháng 7 năm 2020, Trung Quốc đã không công bố bất kỳ kế hoạch nào để "loại bỏ virus này trong chồi", theo Bloomberg News.
Virus này có liên quan đến chủng cúm H1N1 / 09 chịu trách nhiệm về đại dịch cúm lợn năm 2009 và cũng là chủng gây ra đại dịch cúm năm 1918 (cả hai đều là chủng cúm H1N1). Các quan chức y tế (bao gồm Anthony Fauci) nói rằng virus nên được theo dõi, đặc biệt là trong số những người tiếp xúc gần gũi với lợn, nhưng nó không phải là mối đe dọa ngay lập tức. Không có trường hợp báo cáo hoặc bằng chứng về virus bên ngoài Trung Quốc kể từ tháng 7 năm 2020.